# Isoetes storkii
Isoetes storkii là một loài dương xỉ trong họ Isoetaceae. Loài này được T.C. Palmer mô tả khoa học đầu tiên năm 1932.